# Gallo Gallina
Gallo Gallina (Cremona, 15 ottobre 1796 – Milano, 14 dicembre 1874) è stato un pittore, incisore e litografo italiano.

## Biografia
Iniziò lo studio del disegno presso Giovanni Beltrami e si traferì in seguito a Milano per frequentare l'Accademia di belle arti di Brera dove fu allievo di Pelagio Palagi. Fu attivo come pittore di quadri ad olio e di affreschi. 
Nel 1812 fu premiato "per l'invenzione in disegno" e "pel gruppo disegnato", mentre nel 1817 vinse la medaglia d'oro dei "grandi concorsi" col dipinto Venere in forma di cacciatrice comparsa a Enea sui lidi della Libia (Milano, Palazzo degli Uffici Finanziari). Nel 1824 espose Madonna col Bambino e s. Giovanni Battista (ubicazione ignota) alla mostra dell'Accademia di Brera, nel 1826, nell'ambito della stessa rassegna, presentò tre trattati, e nel 1830 il dipinto a encausto Lo sbarco di Colombo in America (ubicazione ignota), soggetto che venne riprodotto dallo stesso in litografia nel 1833. 
Il Gallina partecipò alle esposizioni annuali di Brera negli anni 1830-32, 1834-35, 1841, 1845-47, 1854-56, presentando complessivamente una quarantina di dipinti, che furono spesso oggetto di recensione da parte della stampa. Le tecniche utilizzate furono prevalentemente la tecnica a olio, all'encausto e, talvolta, all'acquerello. Le sue opere riflettono tutte la sua solida preparazione da pittore, il suo forte legame all'ambiente cremonese, la sua attenta documentazione nei confronti dell'ambientazione, dei costumi e della pittura del Seicento. In genere, i soggetti delle opere furono personaggi storici del XVI e del XVII secolo, ad eccezione della Battaglia di Legnano, di contesto medioevale, che realizzò nel 1845. 
La sua attività più importante fu, però, quella di illustratore. 
Realizzò sia illustrazioni per volumi, sia tavole sciolte o in piccole serie. 
Sue furono le prime illustrazioni ispirate a I promessi sposi di Alessandro Manzoni. In particolare, si tratta di dodici grandi tavole con scene tratte dal romanzo e pubblicate da Ricordi tra il luglio 1828 e il febbraio 1830 e presentate, in esemplari acquerellati, all'Esposizione di Brera del 1830. Le tavole non erano collegate a un'edizione del romanzo, ma il loro formato e la loro qualità le destinavano sia al collezionismo che all'arredamento degli interni privati. L'accurato studio preparatorio per la composizione delle scene è testimoniato da ottanta disegni a matita e penna (Milano, Biblioteca Nazionale Braidense), in cui risulta evidente la sperimentazione delle diverse ambientazioni e delle disposizioni dei personaggi.
Il Gallina si occupò anche della divulgazione dei figurini teatrali, riproducendoli in litografia per l'editore Giovanni Ricordi, e a tale produzione affiancò anche la realizzazione di un buon numero di ritratti di musicisti e cantanti lirici. 
Nel 1825 richiese al governo l'autorizzazione a impiantare un torchio calcografico per stampare l'Ingresso di Francesco I in Milano nel 1825 ed ottenne la patente, che poi non venne utilizzata, solo nel 1926. Mentre, nel 1829, ottenne una specifica patente allo scopo di avviare un'attività autonoma ed aprire una litografia, cosa che si realizzò nel 1833. 
Nel 1854 fece ritorno a Milano e divenne conservatore del Museo archeologico, nel 1868.
Il Gallina morì a Milano il 14 dicembre 1874.